# غرانت غاردينر
غرانت غاردينر (بالإنجليزية: Grant Gardiner)‏ (26 فبراير 1965 بملبورن في أستراليا - ) هو لاعب كريكت أسترالي. لعب مع فريق فكتوريا للكريكت.

## وصلات خارجية
- غرانت غاردينر على موقع إي آس بي آن كريك إنفو (الإنجليزية)